# Gaius Iulius Avitus

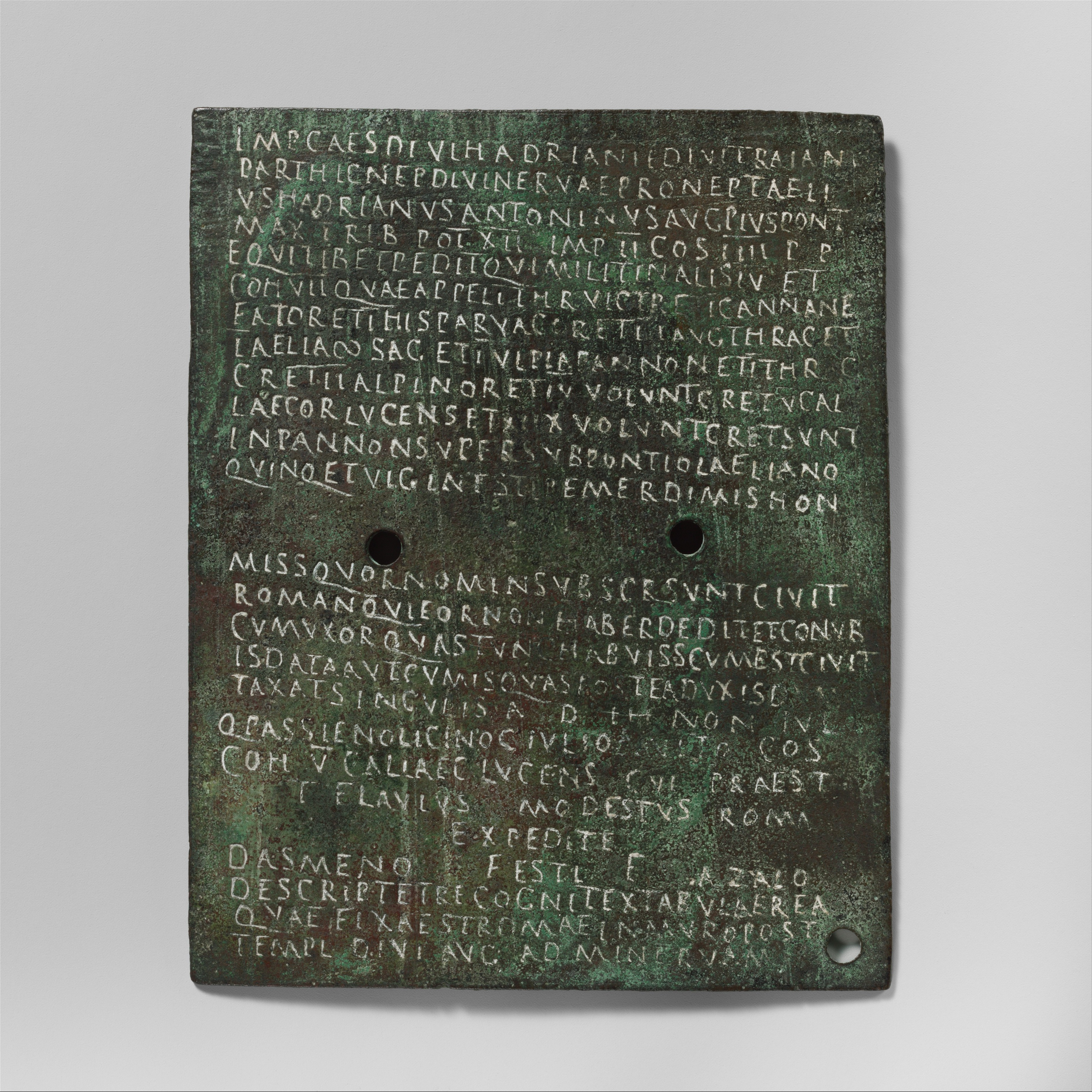
Das Militärdiplom von 149 n. Chr.

Gaius Iulius Avitus war ein im 2. Jahrhundert n. Chr. lebender römischer Politiker.
Durch eine Inschrift, die in Kyaneai gefunden wurde und die auf den 3. Januar 149 datiert ist, ist belegt, dass Avitus 149 Statthalter (Proconsul) in der Provinz Lycia et Pamphylia war. Durch ein Militärdiplom, das auf den 5. Juli 149 datiert ist, ist nachgewiesen, dass er 149 zusammen mit Quintus Passienus Licinus Suffektkonsul war.

## Datierung
Bernard Rémy datiert seine Statthalterschaft in die Amtsjahre 147/148 bis 148/149.